# Plélan-le-Grand
Plélan-le-Grand (bretonsko Plelann-Veur) je naselje in občina v severozahodnem francoskem departmaju Ille-et-Vilaine regije Bretanje. Leta 2008 je naselje imelo 3.539 prebivalcev.

## Geografija
Kraj leži v pokrajini Bretaniji ob reki Chèze, 35 km zahodno od Rennesa.

## Uprava
Plélan-le-Grand je sedež istoimenskega kantona, v katerega so poleg njegove vključene še občine Bréal-sous-Montfort, Maxent, Monterfil, Paimpont, Saint-Péran, Saint-Thurial in Treffendel s 15.108 prebivalci.
Kanton Plélan-le-Grand je sestavni del okrožja Rennes.

## Zanimivosti
- neogotska cerkev sv. Petra iz sredine 19. stoletja;